# Nastasya Filippovna
Nastasya Filipovna é a protagonista do romance de Fiódor Dostoiévski O Idiota. Ela é a filha de um aristocrata sem dinheiro e, que quando ainda criança, cai sob a "proteção" de um rico desonesto chamado Totski, por perceber que Nastasya seria de uma grande beleza, Totski decide que ela deveria ter uma educação adequada.